# 庫魯內格勒區
庫魯內格勒區是斯里蘭卡西北省的一個區。面積4,771平方公里。2001年人口1,460,215人。首府庫魯內格勒。